# Vedo nudo
Vedo nudo és un pel·lícula d'episodis italiana de 1969, dirigida per Dino Risi. Tots els episodis tenen el sexe com a tema principal i són protagonitzats per Nino Manfredi, interpretant diferents personatges. Fou la darrera col·laboració entre Manfredi i Risi, després d'Operazione San Gennaro i Straziami ma di baci saziami.

## Argument
La pel·lícula, com s'utilitzava amb freqüència per a moltes Commedia all'italiana d'aquell període, s'estructura en episodis, tots ells protagonitzats per Nino Manfredi.

### La diva
L'actriu Sylva Koscina recull un home ferit en un accident al carrer i el trasllada amb cotxe a l'hospital més proper. Després de descarregar la persona ferida, és reconeguda pel personal sanitari i pacients, monopolitzant l'atenció, mentre ningú s'encarrega del ferit. Tothom es reuneix al seu voltant per veure-la, demanant autògrafs i fent fotografies. El metge titular, el professor Cacopardo, fins i tot li explica la història de la novel·la autobiogràfica que va escriure. L'actriu es presta al joc i, quan finalment surt de l'hospital, enmig d'interminables cerimònies de comiat, ja és massa tard per al ferit.

### Udienza a porte chiuse
El cas presentat per una dona gran contra un pagès que va maltractar la seva gallina passa davant d'un jutge. L'acusat, interrogat, explica com l'abstinència prolongada i els suposats avanços de la gallina van determinar l'impuls eròtic en ell. Després d'haver reconegut la provocació, el jutge encara condemna el pagès a pagar una indemnització pels danys amb 5.000 lires italianes però l'home en aquest moment exigeix l'ocell a canvi. Tornant a casa amb la gallina dins d'una cistella, però, s'adona que l'animal l'ha tornat a provocar.

### Ornella
Un empleat de Poste italiane, Ercole, rebutja el festeig d'un col·lega atractiu i amaga un secret: de fet, està misteriosament ocupat cada diumenge. En realitat, a la vida privada, es vesteix de dona i es correspon amb el comptable de Torí Carlo Alberto Ribaudo, signant-se "Ornella". De sobte, l'home decideix conèixer Ornella, de qui s'ha enamorat mentrestant, i anuncia la seva arribada a Roma. L'Ercole decideix rebre'l a la seva pell, com a germà d'Ornella, donant l'excusa que la seva germana va haver de precipitar-se al llit d'una tia moribunda. Carlo Alberto passa una nit defesta, però després fa una nova improvisació anant a casa de l'Ornella. Aquí s'adona gradualment que alguna cosa no està bé; mentrestant, però, els dos homes es fan amics. Després d'haver perdut l'avió, Carlo Alberto es queda a dormir a casa d'Ercole. Quan aquest últim diu bona nit, Carlo Alberto respon: "Bona nit Ornella!".

### Il guardone
Un home molt miope, mig nu i sol al seu pis, se sent atret de sobte per un moviment a la casa de davant: és una dona que es despulla. Aleshores corre a buscar les ulleres i torna a la finestra. Mentre espiava, nota una cosa estranya: com més s'inclina, més se li escapa la figura, de vegades només mostrant-li les natges. Perplex, es grata el costat i nota que la figura està fent el mateix. Aleshores fa altres moviments i descobreix que la “dona” espiada no és més que el seu reflex en un joc de miralls.

### L'ultima vergine
En un Spoleto en pànic per la presència d'un maníac homicida, una jove s’atrinxera a casa seva al vespre. L'endemà al matí apareix un estrany tipus semi quec que coincideix amb l'identitat del maníac difós a la premsa i que qualifica com a tècnic de la companyia telefònica. Aterrida i tement per la seva vida, la noia intenta complaure’l, arribant a lliurar-se completament, com va fer l'última víctima que va aconseguir escapar-se d'ell. Unes hores més tard, escoltant una notícia de ràdio, ens assabentem de la detenció del veritable maníac, però la noia s'ha enamorat de l'home.

### Motrice mia!
Maurizio té una relació extramatrimonial assídua, que compensa una insatisfacció amb la relació matrimonial, una aventura de la qual és conscient la seva bella dona. A poc a poc, es va revelant una forma estranya de fetitxisme, és a dir, una excitació irresistible en estirar-se a les vies i deixar passar un llarg tren per sobre. Quan torna a casa, troba una dona comprensiva i amorosa i li promet que farà tot el possible per recuperar-se.

### Vedo nudo
Nanni és un anunciant amb una passió per les imatges de nus. Un vespre, després d'una trobada romàntica fallida, és testimoni d'un nu impossible d'un locutor de televisió, un episodi sensacional que no és reportat per la premsa. Tot i les advertències d'un amic seu especialista, l'home comença a tenir al·lucinacions cada cop més freqüents i obsessives de dones que passegen nues, fins i tot per un carrer ple de gent, fins que s'ensorra. Hospitalitzat en una clínica suïssa, respon totalment a la teràpia. Després de reprendre la feina, segueix una línia més sòbria però mirant per la finestra veu un home que surt de l'empresa completament nu.

## Repartiment
- Nino Manfredi: Cacopardo / Angelo Perfili / Ercole / Voyeur / Tècnic de telèfon / Maurizio / Nanni
- Sylva Koscina: La Diva
- Enrico Maria Salerno: Carlo Alberto Rinaldo
- Nerina Montagnani: Vell granger
- Véronique Vendell: Manuela
- Daniela Giordano: Luisa
- Umberto D'Orsi: Federico
- Luca Sportelli: Col·lega d’Ercole

## Reconeixements
- 1969 - David di Donatello
  - Millor actor protagonista (Nino Manfredi)[4]